# Max Wittmann
Maximilian „Max“ Wittmann (3. prosince 1941 Nýřany – 1. června 2011 Brno) byl český jazzový hudební publicista, skladatel, editor, producent, dirigent a vedoucí hudební redakce Českého rozhlasu Brno. Hlásil se k rakouské národnosti.[zdroj⁠?!]

## Biografie
Od roku 1959 studoval na Vyšší hudební škole v Kroměříži, ze které následující rok přestoupil na Státní konzervatoř v Brně. V roce 1967 vystudoval hru na hoboj na Janáčkově akademii múzických umění (JAMU) v Brně.
Až do nástupu v Československém rozhlasu působil jako skladatel a korepetitor na herecké katedře JAMU. Vedle toho byl dramaturgem Orchestru Gustava Broma a po sametové revoluci také rozhlasového Orchestru studio Brno.
V Českém rozhlase uváděl pořady Noční vlna jazzu, Jazz club live nebo Čas ke snění a Písničky pro duši.
Podal návrh na pojmenování planetky po kapelníkovi Gustavu Bromovi. Planetka byla zařazena do seznamu 26. července 2007. Slavnostní předání certifikátu se uskutečnilo na slavnostním koncertě orchestru Gustava Broma toho roku. Certifikát předával Jiří Grygar za zvuku Měsíční sonáty. Planetku objevila Lenka Šaronová-Kotková 5. října 1997, dcera přítele Maxe Wittmanna, který se předání v zastoupení své dcery účastnil. Planetka nese jméno Gustavbrom (14980).